# NGC 6087
NGC 6087 (noto anche come C 89) è un brillante ammasso aperto visibile nella costellazione del Regolo.

## Osservazione

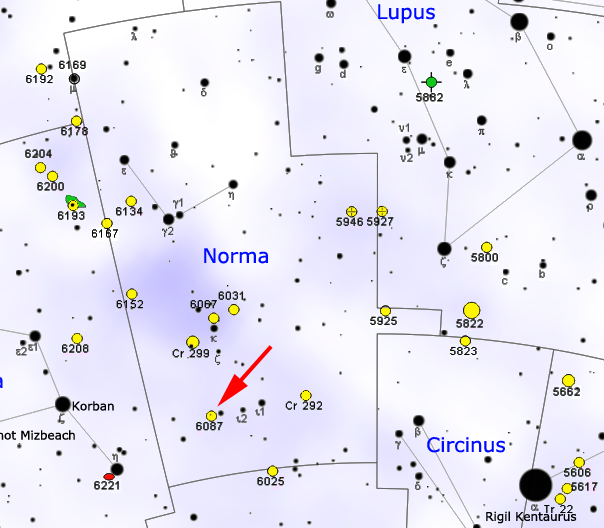
Mappa per individuare NGC 6087.

È individuabile con facilità, circa 4 gradi a ovest della stella η Arae, ed è al limite della visibilità ad occhio nudo. La sua caratteristica più notevole è la presenza di alcune stelle di magnitudine 6 e 7, la più luminosa delle quali, la S Normae, è una variabile del tipo Delta Cephei, che domina l'ammasso; l'ammasso non è particolarmente ricco ed è composto da circa 35 stelle risolvibili con facilità anche con un potente binocolo. In un telescopio di piccole dimensioni è già completamente risolto anche a ingrandimenti piuttosto bassi, nonostante le sue dimensioni relativamente poco estese.
A causa della sua declinazione fortemente meridionale, quest'ammasso può essere osservato soprattutto da osservatori situati nell'emisfero australe della Terra; la sua osservazione dall'emisfero nord è possibile solo in vicinanza delle latitudini tropicali. Il periodo migliore per la sua osservazione nel cielo serale è quello compreso fra maggio e ottobre.

## Storia delle osservazioni
NGC 6087 è stato scoperto da James Dunlop nel 1826 nel periodo del suo soggiorno in Australia; egli scoprì e catalogò un gran numero di ammassi situati in queste regioni di cielo australe. In seguito venne riosservato da John Herschel, che lo descrisse come un oggetto esteso e disperso di forma irregolare, dominato da una stella di magnitudine 7.

## Caratteristiche
NGC 6087 è un ammasso relativamente povero e poco concentrato, la cui distanza è stata stimata attorno agli 890 parsec (2900 anni luce), corrispondenti al bordo più esterno del Braccio del Sagittario. La caratteristica più nota e studiata di quest'ammasso è la sua stella dominante, la variabile cefeide S Normae; essa ha una magnitudine media attorno a 6,52 e pulsa fra le magnitudini 6,12 e 6,77 con un periodo di 9,75 giorni. La sua reale appartenenza all'ammasso è stata accertata con chiarezza in numerosi studi fotometrici. L'età complessiva dell'ammasso è stata stimata attorno ai 94 milioni di anni.
Nel 1989 fra le sue stelle del bordo sudorientale è stata scoperta una piccola nebulosa planetaria, in seguito catalogata come KoRe 1, in base alle iniziali dei cognomi degli scopritori; i suoi gas si presentano in uno stato molto eccitato a causa dell'elevatissima temperatura superficiale della sua stella centrale, che arriverebbe a 300.000 K. Tuttavia la sua debole luminosità e le sue ridotte dimensioni (14") suggeriscono che la nebulosa non sia legata fisicamente all'ammasso ma si trovi molto più lontana, apparendo fra le sue stelle per un effetto prospettico.